# Ha'asonot Shel Ninah
Ha'asonot Shel Ninah é um filme de drama israelita de 2003 dirigido e escrito por Savi Gabizon. Foi selecionado como representante de Israel à edição do Oscar 2004, organizada pela Academia de Artes e Ciências Cinematográficas.

## Elenco
- Ayelet Zurer - Nina
- Yoram Hattab
- Alon Aboutboul
- Aviv Elkabeth